# Veress Sándor (zeneszerző)
Veress Sándor (Kolozsvár, 1907. február 1. – Bern, 1992. március 4.) zeneszerző, zongoraművész, zenepedagógus és népzenekutató, Bartók és Kodály szellemi örököse. Veress Ferenc református lelkész dédunokája.

## Életpályája
Szüleivel 1917-ben költözött Kolozsvárról Budapestre. 1923 és 1927 között Kodály Zoltán tanítványa volt a budapesti Zeneművészeti Főiskola zeneszerzés főtanszakán. 1927-től 1933-ig a zongora főtanszakon tanult Hegyi Emánuelnél, majd Bartók Bélánál.
Már tanulmányai alatt, 1927 és 1934 között, népdalkutatóként dolgozott a Néprajzi Múzeumban Lajtha László mellett, és 1930-ban népdalgyűjtő úton is részt vett Moldvában, ahol mintegy 150 népdalt rögzített fonográfra. A moldvai népdalgyűjtő út eredményeinek hatására Bartók 1934-től népzenei asszisztensként alkalmazta a rendszerezési munkálatok segítésére a Magyar Tudományos Akadémián. 1937-ben a Szegedi Fiatalok Művészeti Kollégiuma által szervezett dudari falukutató tábor résztvevőjeként dudari népdalokat gyűjtött. Bartók Béla 1940-es emigrálása után Kodály Zoltán munkatársaként dolgozott. Kodály zeneakadémiáról történt távozása után, 1943-tól Veress vette át a zeneszerzés főtanszak vezetését. 1945-től – Kodállyal együtt – a Magyar Művészeti Tanács zenei testületének tagja volt. A főiskolán tanítványai között volt ebben az időszakban többek között Ligeti György és Kurtág György is.
Az 1948–1949-es kommunista fordulat után, 42 évesen elhagyta Magyarországot, és emiatt a számára 1949-ben – Kodály Zoltán után másodikként – megítélt Kossuth-díját sem vehette át. Svájcban, Bernben telepedett le. 1950-től a berni konzervatóriumban oktatott zeneszerzést és zeneelméletet, majd 1968–1977 között a berni egyetem zenetudományi tanszékén tanított. A berni konzervatóriumban a Kodály által kidolgozott zenepedagógiai módszer svájci bevezetésével is próbálkozott. A berni egyetemen ismét foglalkozott a népzene elméleti kérdéseivel. Itteni munkássága alatt Heinz Holliger, Heinz Marti, Jürg Wittenbach is a tanítványa volt. Az 1960-as években többször hívták vendégprofesszornak Ausztráliába és az Amerikai Egyesült Államokba. 1992-ben hunyt el Bernben.
Zeneszerzőként 1933-ban mutatkozott be Budapesten, és ezt követően külföldön, például IGNM-fesztiválokon (1935, 1937) is sikerrel szerepeltek művei. Tóth Aladár már 1937-ben elismeréssel írt róla: „Igaz művész szólal meg…, akinek magasabb ideáljai vannak, aki a muzsikától komolyan vár és követel valamit saját lelke és embertársai számára…, aki a zene hangjaival tisztázni akar és tisztázni is tud valamit… a kavargó élet káoszából”. Zeneszerzői munkássága népzenei ihletettségű, de már korai periódusában is törekedett az új nyugat-európai stílusáramlatok megismerésére, és tapasztalatainak felhasználására. Ezért – a második világháború előtt – több tanulmányúton is járt Európában, többek között Londonban, Berlinben, Amszterdamban, Rómában. Első alkotó periódusára a magyar népzene határozott jelenléte volt jellemző (I. vonósnégyes, 1931; Erdélyi kantáta, 1935). Emellett alkalmazta a kontrapunktikus szerkesztésmódot is (Hegedűverseny, 1939; I. szimfónia, 1940). Magyarországi alkotó korszakának jelentős művei a Térszili Katicza című táncjáték (1943) és a Sancti Agustini Psalmus, Szent Ágoston szövegére írt zsoltár (1944). Alkotásai nyomán Veress itthon már a legreményteljesebb magyar zeneszerzőnek tartották, és Bartók 1945-ben bekövetkezett halála után – mások mellett – őt is felkérték gyászzene írására. Ekkor született a Threnos című kompozíciója. Svájci munkássága alatt jelent meg műveiben először a tizenkét fokú szerkesztési technika, saját stílusához, egyéni hangjához igazítva (Vonóstrió, 1954). Műfaji sokoldalúsága megmaradt, kamaraműveket, zenekari és versenyműveket komponált. Az 1960-as évek elejétől művészetében a magyar és európai zenei hagyományokat igyekezett összecsatolni.
Veress Sándor a Bartókot és Kodályt követő magyar zeneszerző-nemzedék széles látókörű, nemzetközileg is elismert képviselőjének számít, noha Magyarországon viszonylagosan kevéssé ismert. Emlékének ápolására Ujfalussy József vezetésével 1996-ban megalakult a Veress Sándor Társaság, amely koncertekkel, kiadványokkal igyekszik a zeneszerzőt megismertetni a hazai közvéleménnyel, és Veress Sándor-díjat alapítottak művei kiemelkedő megszólaltatói számára.

## Műveiből
- Balettek
  - A csodafurulya (1937)
  - Térszili Katicza (1943)
- Zenekari művek
  - Divertimento (1937)
  - A csodafurulya – balettszvit (1937)
  - Musica ungaresca (1938)
  - 1. szimfónia (1940)
  - Quattro Danze Transilvane (1944–1949)
  - Threnos – in memoriam Bartók Béla (1945)
  - Respublica nyitány (1948)
  - Sonata per orchestra (1953)
  - 2. szimfónia, „Minneapolitana” (1953)
  - Expovare (1964)
- Versenyművek
  - Hegedűverseny (1939, 1948)
  - Nógrádi verbunkos – hegedűre és zenekarra (1940)
  - Hommage à Paul Klee – két zongorára és vonószenekarra (1951)
  - Concerto zongorára, vonósokra és ütőhangszerekre (1952)
  - Nógrádi verbunkos brácsára és vonósokra (1956)
  - Passacaglia concertante oboára és vonószenekarra (1961)
  - Klarinétverseny (1982)
  - Concertotilinkó (Fuvolaverseny) (1991)
- Kamarazenei művek
  - Szonatina hegedűre és csellóra (1928)
  - Zongoraszonáta (1929)
  - Két vonósnégyes (1931, 1937)
  - Szonatina gyermekeknek I–II. (1932)
  - Szonatina kezdő zongorázóknak (1933)
  - Szonatina oboára, klarinétra és fagottra (1933)
  - Tizenöt kis zongoradarab (1935)
  - Hat csárdás (1938)
  - Nógrádi verbunkos – hegedűre és zongorára (1940)
  - Öt zongoradarab (~1950)
  - Vonóstrió (1954)
  - Musica concertante 12 vonósra (1966)
  - Diptych – fúvósötösre (1968)
  - Klarinéttrió (1972)
  - Barytontrió (1985)
  - Geschichten und Märchen (1988)
- Vokális művek
  - Gyermekkar és három kánon (1929)
  - Karácsonyi kantáta (1934)
  - Tizennégy férfikar magyar népi dallamokra (1934)
  - Erdélyi kantáta – vegyeskar (1935)
  - Rábaközi nóták – tenor, bariton, basszus (1940)
  - Sancti Augustini Psalmus (1944)
  - Három dal József Attila verseire – mezzoszoprán, zongora (1945)
  - Roedd gan mair un oenig dof – két szoprán, alt, két tenor, basszus (1961)
  - Óda Európához. Köszöntés Illyés Gyulának, Európából (1962)
  - Elégia – baritonra, hárfára és vonósokra, Walther von der Vogelweide szövegére (1964)
  - Songs of the Seasons – hét madrigál Christopher Brennan költeményeire (1967)
  - Das Glasklängespiel – kórusra és zenekarra, Hermann Hesse szövegére (1978)
- Filmzene
  - Talpalatnyi föld (1948)

## Könyvek
- Moldvai gyűjtés; gyűjt., lejegyezte Veress Sándor, szerk. Berlász Melinda, Szalay Olga; Múzsák, Bp., 1989 (Magyar népköltési gyűjtemény)
- Aufsätze, Vorträge, Briefe; szerk. Andreas Traub; Wolke, Hofheim, 1998